# Afer Nombela
L'escàndol Nombela o afer Nombela va ser un cas de corrupció de gran impacte polític que es va produir a Espanya a la fi de 1935 durant el bienni conservador de la Segona República Espanyola, i en el qual es van veure embolicats destacats membres del Partit Republicà Radical i el seu líder Alejandro Lerroux, que en aquells moments era un dels partits que integraven el govern juntament amb la CEDA de José María Gil Robles, i que es va sumar a l'«escàndol de l'estraperlo», que també havia afectat els radicals. Es denominà escàndol o afer Nombela pel nom del funcionari que ho va denunciar (Antonio Nombela).

## El cas
Pocs dies després que es resolgués l'«escàndol de l'estraperlo» amb la sortida d'Alejandro Lerroux del govern de coalició radical-cedista presidit per Joaquín Chapaprieta, va esclatar al novembre de 1935 un segon escàndol que també va afectar el Partit Republicà Radical. El funcionari de colònies Antonio Nombela va acusar diversos dirigents del partit de Lerroux, i especialment el sotssecretari de la Presidència del Govern, Guillermo Moreno Calvo, d'haver resolt de manera fraudulenta un expedient pel qual s'indemnitzava la Companyia d'Àfrica Occidental, propietat de l'empresari català Antoni Tayà, que havia aconseguit un contracte públic per connectar per vaixell les colònies de Guinea Equatorial i Fernando Poo, que havia estat cancel·lat el 1929, per la pèrdua de dos vaixells en la colònia espanyola de Guinea Equatorial. El govern presidit per Alejandro Lerroux havia aprovat la indemnització el 12 de juliol i quan Nombela es va negar a pagar-la i es va dirigir a alguns membres del govern per denunciar el cas, concretament als ministres de la CEDA, José María Gil Robles i Luis Lúcia, el govern el va cessar, el dia 26 de juliol. Llavors, Nombela va portar l'assumpte a les corts, on es va formar una comissió de recerca. A diferència de l'escàndol de l'estraperlo, Alejandro Lerroux hi estava directament implicat perquè, com a president del govern, n'havia signat l'expedient. Quan es va produir el debat parlamentari, Alejandro Lerroux no va ser capaç de donar unes explicacions convincents sobre les acusacions de corrupció, encara que en la votació va ser exculpat.
Aquest segon escàndol que va afectar el Partit Republicà Radical el va enfonsar políticament i va accelerar la seva disgregació, la qual cosa va ser aprofitada pel líder de la CEDA José María Gil Robles per posar fi al suport al govern de coalició amb els radicals presidit per Chapaprieta, i exigir al president de la República Niceto Alcalá Zamora que el proposés a les corts com a nou cap del govern. Però Alcalá Zamora es va negar al fet que ocupés el poder un partit que no havia proclamat la seva fidelitat a la República i va encarregar la formació de govern a un polític de la seva confiança, el liberal Manuel Portela Valladares. Però el govern de Portela que es va constituir el 15 de desembre de 1935, format per republicans de centre-dreta i que deixava fora la CEDA, no va obtenir la confiança de les corts, per la qual cosa Alcalá Zamora va decidir dissoldre les corts el 7 de gener de 1936 i convocar noves eleccions per a febrer, que serien guanyades per la coalició d'esquerres anomenada Front Popular.